# Cerro de Bernal
El cerro de Bernal  es un cerro ubicado en la margen sur de la Llanura Costera de Chiapas, en el municipio de Tonalá en Chiapas.

## Localización
El Cerro de Bernal o coloquialmente llamado "El Bernal", es una montaña ubicada en el margen sur de la Planicie Costera de Chiapas, en el municipio de Tonalá. Este cerro forma parte de una cordillera que se prolonga paralela a la Sierra Madre de Chiapas, el extremo poniente de esta cordillera se extiende desde donde la carretera a Puerto Arista se ramifica con la Carretera Federal 200, hasta la localidad de Tres Picos.

### Coordenadas geográficas
Sus coordenadas en formato DMS (grados, minutos, segundos) son: 15°54′15″ N y 93°35′10″ O,  15.9042 y -93.5861 (grados decimales). Su posición UTM es VT35 y su referencia Joint Operation Graphics es ND15-02.

## Características geológicas
Las intensas erupciones de la Época Carbonífera, dieron origen a la Sierra Madre o Macizo Granítico de Chiapas, en su relieve y altura; quedando como vestigios, el contrafuerte de Bernal en su parte Sur.
El macizo Granítico de Chiapas, está formado por un núcleo que consiste principalmente de granitos, pegmatitas y granodioritas, que en la superficie, se manifiestan como rocas de color lechoso.

## Características fisiográficas
La Planicie o Llanura Costera del Pacífico, es una franja dispuesta en forma paralela al Océano Pacífico, abarca una extensión aproximada de 12 a 30 km de ancho entre la zona litoral y la Sierra Madre de Chiapas, esta franja presenta un relieve plano y semiplano, con algunas elevaciones, de las cuales sobresale el Cerro de Bernal al sur del municipio de Tonalá. La Planicie o Llanura Costera, está constituida por material de depósito proveniente de la Sierra.
El paisaje monótonamente plano del lado sur de la Llanura Costera, se ve alterado por el Cerro de Bernal, que lo convierten en la única montaña característica al sur del municipio mexicano de Tonalá, Chiapas. Presenta una elevación máxima de 1,020 m s. n. m. Se localizan a una distancia de poco más de 3 km de la línea de costa. Sus faldas se extienden hasta las márgenes de un sistema de lagunas costeras y planicies de inundación, sobre las cuales se encuentran varias comunidades agrícolas y pesqueras, el lado norte de su base constriñe el paso terrestre con la Sierra Madre de Chiapas y forma un estrecho corredor natural.

### Partes que lo constituyen
Al Cerro de Bernal lo conforman distintas partes:
Norte: Presenta un promontorio rocoso anexo hacia el norte, denominado "El Espolón", frente a la Carretera Federal 200.
Sur: Una cordillera que se prolonga hacia el sur, constituida por el Cerro San Pedro, rematando a orillas de las lagunas costeras de La Joya y Buena vista, cerca de la comunidad Mojarras (Ejido Morelos).
Este: La cordillera oriente remata en el río Pedregal, cerca de la comunidad Tres Picos (Ejido Los Cocos).
Oeste: La cordillera poniente es más larga y se prolonga hasta la comunidad Vicente Guerrero y el Agua Dulce. En su parte media la atraviesa el río las Hermanas.

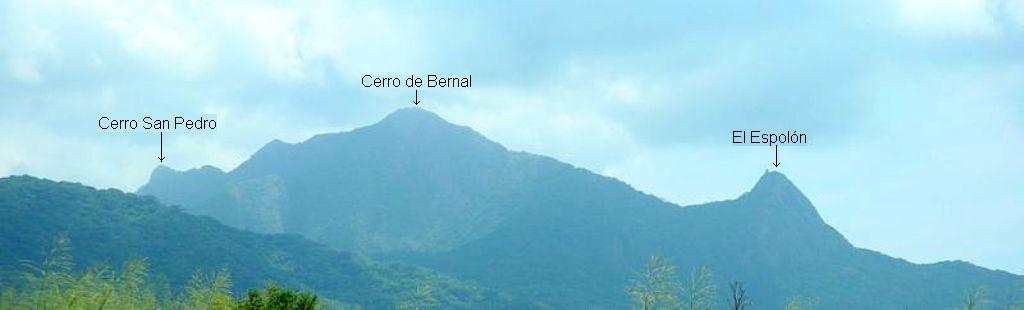
El cerro de Bernal y algunas de sus partes que lo constituyen.

## Topografía y Suelo
El Cerro de Bernal, es un enorme afloramiento de roca extrusiva, que domina la vista de una gran extensión de la costa, está constituido en gran parte por rocas graníticas y metamórficas del Precámbrico y paleozoico.
Su topografía es accidentada, formando cañadas y pendientes pronunciadas. En cuanto a su suelo, este resulta ser delgado, escaso, y pedregoso debido a lo accidentado del relieve y a lo pronunciado de las pendientes.
Al pie del monte se extienden estuarios y lagunas costeras del sistema lagunario La Joya-Buena Vista. Los suelos cercanos al mar son profundos y salitrosos.

## Clima

### Clima predominante
- El clima de la zona corresponde a cálido subhúmedo (Aw0(w)), de acuerdo a la clasificación de Enriqueta García (1981) con lluvias en verano y una temperatura media anual de 26 °C.

La radiación solar se deja sentir en casi todo el año, siendo abril el mes más caluroso mientras que diciembre es el más frío. Septiembre es el mes más lluvioso en tanto que enero es el más seco. Durante el veranos se producen la mayor cantidad de lluvias (entre los meses de mayo y octubre), en el invierno los frentes fríos producen fuertes ventarrones provenientes del Norte que resecan la vegetación.

### Estaciones meteorológicas automáticas de superficie (EMAS)
La Estación meteorológica automática, de Horcones y Tres Picos a cargo de la Comisión Nacional del Agua (CONAGUA).

#### EMAS Horcones
Clave: 00007074. La estación meteorológica se ubica al norte del Cerro de Bernal, a un costado de la carretera Tonalá-Pijijiapan, cerca de la localidad del Respingo y del afluente conocido como Río Los Horcornes. En la coordenadas: Latitud 15°57′19″ N, Longitud 93°36′20″ O y a una altitud de 130.0 m s. n. m.
Con registros consultables que van desde 21 de septiembre de 1964 hasta el 30 de noviembre de 2010. No cuenta con una clave OMM. Se reporta en operación por la Conagua-DGE.
Según esta EMAS, la temperatura media normal anual es de 27.7 °C, la temperatura máxima promedio es de 33.6 °C y la mínima promedio es de 21.8 °C. La temperatura máxima registrada ha sido de 41.0 °el 27 de abril de 2004. Mientras que la temperatura mínima registrada ha sido 4.5 °C el 31 de diciembre de 1999. El mes con las máximas promedio más altas registradas ha sido abril de 2005 con 37.7 °C en promedio, mientras que el mes con las mínimas promedio más bajas ha sido diciembre de 1999 con 11.8 °C en promedio.
Esta EMAS reporta una precipitación promedio de 2,340.8 mm por 81.7 días al año. La precipitación máxima diaria registrada ha sido 400.5 mm el 7 de septiembre de 1998. Mientras que la máxima mensual ha sido 1,311.5 mm en el mes de septiembre de 1998. Siendo de las altas en todo el municipio de Tonalá.
| Parámetros climáticos promedio de EMAS Horcones                                                                                     | Parámetros climáticos promedio de EMAS Horcones | Parámetros climáticos promedio de EMAS Horcones | Parámetros climáticos promedio de EMAS Horcones | Parámetros climáticos promedio de EMAS Horcones | Parámetros climáticos promedio de EMAS Horcones | Parámetros climáticos promedio de EMAS Horcones | Parámetros climáticos promedio de EMAS Horcones | Parámetros climáticos promedio de EMAS Horcones | Parámetros climáticos promedio de EMAS Horcones | Parámetros climáticos promedio de EMAS Horcones | Parámetros climáticos promedio de EMAS Horcones | Parámetros climáticos promedio de EMAS Horcones | Parámetros climáticos promedio de EMAS Horcones |
| Mes | Ene.                                            | Feb.                                            | Mar.                                            | Abr.                                            | May.                                            | Jun.                                            | Jul.                                            | Ago.                                            | Sep.                                            | Oct.                                            | Nov.                                            | Dic.                                            | Anual                                           |
| --- | ----------------------------------------------- | ----------------------------------------------- | ----------------------------------------------- | ----------------------------------------------- | ----------------------------------------------- | ----------------------------------------------- | ----------------------------------------------- | ----------------------------------------------- | ----------------------------------------------- | ----------------------------------------------- | ----------------------------------------------- | ----------------------------------------------- | ----------------------------------------------- |
| Temp. máx. abs. (°C) | 39.0                                            | 39.0                                            | 39.5                                            | 41.0                                            | 39.0                                            | 40.0                                            | 39.0                                            | 39.0                                            | 39.0                                            | 39.0                                            | 39.0                                            | 38.5                                            | N/A                                             |
| Temp. máx. media (°C) | 34.1                                            | 34.0                                            | 34.7                                            | 35.0                                            | 34.2                                            | 33.6                                            | 33.4                                            | 33.4                                            | 33.3                                            | 33.1                                            | 33.6                                            | 33.5                                            | 33.8                                            |
| Temp. media (°C) | 27.9                                            | 28.0                                            | 28.5                                            | 28.8                                            | 28.4                                            | 28.0                                            | 27.8                                            | 27.8                                            | 27.7                                            | 27.5                                            | 27.7                                            | 27.4                                            | 28.0                                            |
| Temp. mín. media (°C) | 21.8                                            | 21.8                                            | 22.2                                            | 22.5                                            | 22.6                                            | 22.5                                            | 22.2                                            | 22.2                                            | 22.1                                            | 22.0                                            | 21.8                                            | 21.3                                            | 22.1                                            |
| Temp. mín. abs. (°C) | 12.5                                            | 17.0                                            | 17.0                                            | 18.0                                            | 19.0                                            | 18.0                                            | 14.0                                            | 11.0                                            | 14.0                                            | 11.0                                            | 15.0                                            | 4.5                                             | N/A                                             |
| Precipitación total (mm) | 1.2                                             | 9.2                                             | 14.1                                            | 39.3                                            | 217.7                                           | 458.0                                           | 398.6                                           | 421.8                                           | 482.1                                           | 231.6                                           | 51.3                                            | 15.9                                            | 2340.8                                          |
| Días de lluvias (≥ ) | 0.1                                             | 0.4                                             | 0.9                                             | 2.1                                             | 8.6                                             | 15.0                                            | 14.2                                            | 14.3                                            | 15.1                                            | 8.5                                             | 1.9                                             | 0.6                                             | 81.7                                            |
| Fuente: Coordinación General del Servicio Meteorológico Nacional (CGSMN). Comisión Nacional del Agua (CONAGUA). (Periodo 1964-2010) |                                                 |                                                 |                                                 |                                                 |                                                 |                                                 |                                                 |                                                 |                                                 |                                                 |                                                 |                                                 |                                                 |

#### EMAS Tres Picos
Clave: 00007228. La estación meteorológica se ubica en las cercanías de la localidad de Tres Picos, al Este del Cerro de Bernal. En las coordenadas: Latitud 15°52′30″ N, Longitud 93°32′45″ O y a una altitud de 20.0 m s. n. m.
Con registros consultables que van desde 10 de noviembre de 1975 hasta el 31 de marzo de 2007. No cuenta con una clave OMM. Se reporta en operación por la Conagua-DGE.
Según esta EMAS, la temperatura media normal anual es de 28.0 °C, la temperatura máxima promedio es de 34.1 °C y la mínima promedio es de 21.9 °C. La temperatura máxima registrada ha sido de 42.0 °C el 16 de abril de 1986. Mientras que la temperatura mínima registrada ha sido 12.0 °C el 30 de enero de 1987. El mes con las máximas promedio más altas registradas ha sido abril de 1987 con 37.3 °C en promedio, mientras que el mes con las mínimas promedio más bajas ha sido febrero de 1996 con 18.0 °C en promedio.
Esta EMAS reporta una precipitación promedio de 2,061.8 mm por 118.6 días al año. La precipitación máxima diaria registrada ha sido 332.5 mm el 2 de septiembre de 1988. Mientras que la máxima mensual ha sido 888.9 mm en el mes de septiembre de 1988.
| Parámetros climáticos promedio de EMAS Tres Picos                                                                                   | Parámetros climáticos promedio de EMAS Tres Picos | Parámetros climáticos promedio de EMAS Tres Picos | Parámetros climáticos promedio de EMAS Tres Picos | Parámetros climáticos promedio de EMAS Tres Picos | Parámetros climáticos promedio de EMAS Tres Picos | Parámetros climáticos promedio de EMAS Tres Picos | Parámetros climáticos promedio de EMAS Tres Picos | Parámetros climáticos promedio de EMAS Tres Picos | Parámetros climáticos promedio de EMAS Tres Picos | Parámetros climáticos promedio de EMAS Tres Picos | Parámetros climáticos promedio de EMAS Tres Picos | Parámetros climáticos promedio de EMAS Tres Picos | Parámetros climáticos promedio de EMAS Tres Picos |
| Mes | Ene.                                              | Feb.                                              | Mar.                                              | Abr.                                              | May.                                              | Jun.                                              | Jul.                                              | Ago.                                              | Sep.                                              | Oct.                                              | Nov.                                              | Dic.                                              | Anual                                             |
| --- | ------------------------------------------------- | ------------------------------------------------- | ------------------------------------------------- | ------------------------------------------------- | ------------------------------------------------- | ------------------------------------------------- | ------------------------------------------------- | ------------------------------------------------- | ------------------------------------------------- | ------------------------------------------------- | ------------------------------------------------- | ------------------------------------------------- | ------------------------------------------------- |
| Temp. máx. abs. (°C) | 40.0                                              | 41.5                                              | 41.5                                              | 42.0                                              | 41.0                                              | 39.5                                              | 38.0                                              | 37.0                                              | 37.5                                              | 39.5                                              | 40.0                                              | 38.5                                              | N/A                                               |
| Temp. máx. media (°C) | 34.3                                              | 34.8                                              | 35.2                                              | 35.8                                              | 34.7                                              | 33.1                                              | 33.2                                              | 33.4                                              | 32.9                                              | 33.3                                              | 34.1                                              | 34.1                                              | 34.1                                              |
| Temp. media (°C) | 27.2                                              | 27.4                                              | 28.2                                              | 29.3                                              | 29.0                                              | 28.0                                              | 28.0                                              | 28.0                                              | 27.7                                              | 27.9                                              | 27.9                                              | 27.3                                              | 28.0                                              |
| Temp. mín. media (°C) | 20.0                                              | 20.1                                              | 21.1                                              | 22.7                                              | 23.3                                              | 22.9                                              | 22.7                                              | 22.6                                              | 22.5                                              | 22.5                                              | 21.7                                              | 20.5                                              | 21.9                                              |
| Temp. mín. abs. (°C) | 12.0                                              | 13.5                                              | 12.5                                              | 17.5                                              | 19.5                                              | 18.0                                              | 19.0                                              | 19.5                                              | 19.5                                              | 15.5                                              | 17.0                                              | 15.0                                              | N/A                                               |
| Precipitación total (mm) | 1.0                                               | 6.1                                               | 9.5                                               | 32.7                                              | 214.6                                             | 362.4                                             | 324.2                                             | 393.6                                             | 436.2                                             | 227.7                                             | 53.4                                              | 0.4                                               | 2061.8                                            |
| Días de lluvias (≥ ) | 0.4                                               | 0.7                                               | 1.1                                               | 3.3                                               | 12.7                                              | 20.4                                              | 20.3                                              | 21.9                                              | 21.9                                              | 11.8                                              | 3.9                                               | 0.2                                               | 118.6                                             |
| Fuente: Coordinación General del Servicio Meteorológico Nacional (CGSMN). Comisión Nacional del Agua (CONAGUA). (Periodo 1975-2007) |                                                   |                                                   |                                                   |                                                   |                                                   |                                                   |                                                   |                                                   |                                                   |                                                   |                                                   |                                                   |                                                   |

## Hidrografía
El macizo rocoso del Cerro de Bernal así como su cordillera Oeste, no cuenta con vías pluviales permanentes, únicamente en tiempo de lluvias las corrientes forman arroyos, existen algunos manantiales durante todo el año.
Ríos perennes: En el extremo poniente de la cordillera del Cerro de Bernal, lo bordea el río Agua Dulce; al norte, el río Los Horcones llega a las estribaciones del Cerro de Bernal, desviándose al este y posteriormente se une al río Pedregal, el cual lo rodea la montaña por el extremo oriente, y solamente el río Las Hermanas atraviesa la cordillera, desembocando cerca de la comunidad La Polka.

## Principales componentes del ecosistema

### Flora
- Selva baja caducifolia: Es una comunidad vegetal constituida principalmente por especies que en la temporada de secas pierden por completo su follaje. Caracterizado por un estrato arbóreo que alcanza una altura de 8 a 12 metros.[17] Se presenta en los gradientes altitudinales de 300 a 800 m s. n. m. Los incendios son normales en abril y mayo, presentándose plantas con resistencia a esta contingencia. La asociación vegetal se caracteriza por presentar árboles de baja talla muy espaciados y pastos.[18] Las especies más comunes son el mezquite (Prosopis juliflora), guamúchil (Pithecellobium dulce), huizache (Vachellia farnesiana), sangre de perro (Croton sp.) entre los más importantes.[17] Actualmente, se encuentra sustituida en parte por pastizales y campos agrícolas.[11]

- Selva mediana caducifolia: Es un tipo de vegetación exuberante con un dosel superior de 20 a 25 metros de altura, las especies componentes pierden parte de su follaje en la temporada seca.[17] Se encuentra en altitudes de 400 a 700 m s. n. m., este tipo de vegetación se caracteriza por tener árboles con permanencia de hojas durante abril y mayo. El estrato arbustivo en temporada de lluvias es muy cerrado por la cantidad de hierbas y bejucos, se incluyen aquí los llamados bosques riparios.[18]

Entre las especies más comunes que conforman este tipo de vegetación se encuentra el chicozapote (Manilkara zapota), cedro (Cedrela odorata), amates (Ficus spp.), guanacaste (Enterolobium cyclocarpum), palma real (Sabal mexicana), coyol (Acrocomia aculeata), chocohuite (Bursera simaruba), castaño (Sterculia apetala), ceiba (Ceiba pentandra), caobilla (Swietenia humilis), entre otras.
- Manglares: Es posible encontrarlo en la margen sur.[12] Este tipo de vegetación se encuentra constituida por cuatro especies de mangle: el mangle rojo (Rizophora mangle) es el más abundante, el mangle negro o botoncillo (Conocarpus erectus), el mangle blanco (Laguncularia racemosa) y el madre sal (Avicennia germinans).[17]

Existen además, Bromelias, Orquídeas, cactáceas, musgos, helechos, frutales silvestres: nanches, papayas y guayabas. Árboles tales como: Palma de escoba, ceiba, amate, guanacastle. Cuajilote, mezquite, guácimo o cuahulote, platanillos (Heliconias), Guapinol, Hormiguillo, Caco o Icaco, etc.

### Fauna
Mamíferos: conejo, ardilla gris, murciélago, oso hormiguero, conejo, zorrillo, tuza, zorro gris, pecarí, venado cola blanca, coatí, Cacomixtle, mapache, armadillo, tlacuache blanco, tlacuache oscuro, tacuacín, mico de noche, tepezcuintle, jaguarundi.
Aves: Pájaro carpintero, perico frente naranja, pericos, Chachalacas, tucancillos, garzas, cenzontles, zanates, tórtolas, palomas Halcones, Urraca copetona, zopilote negro, zopilote aura, Colibríes, Gavilán de Cooper, carancho,  Garrapatero pijuy, güis, Tirano tropical, Halcón Guaco.
.
Reptiles: Iguanas verdes, iguanas negras, turipaches, boas, coralillos.

## Características sociales
A 100 kilómetros cuadrados a la redonda, tiene una población de 98,868 habitantes.
Los poblados más cercanos al cerro son: Ejido Natalio Vázquez Pallares, Ejido José Castillo Tielmans, Ejido El Roble, Las Marías - (4 km), Quetzalapa - (4 km), San Andrés Buena Vista- (5 km), Mojarras - (7 km),  Respingo - (7 km), La Polka - (11 km), Ocuilapa - (15 km),  San Cayetano - (12 km), Boca del Cielo - (10 km), Pueblo Nuevo - (8 km), Tres Picos - (8 km), La Polka - (9 km), El Desengaño - (10 km), Perseverancia - (11 km), El Jobo - (11 km) y Manuel Ávila Camacho - (11 km).

### Tenencia de la tierra
La mayor parte de los terrenos del Cerro de Bernal y sus bajas estribaciones, son ejidales, en una menor proporción son pequeñas propiedades y terrenos federales.

### Ícono local
Desde la vía del ferrocarril en dirección de este a oeste, se observaban los cerros Bernal, San Pedro y El Espolón, lo cual, desde la lejanía se visualiza como una sola montaña con tres promontorios. Es por ello, que la estación ferroviaria del Ejido Los Cocos, recibió el nombre de «Estación Tres Picos», con el cual, también se le conoce a la comunidad ejidal.

## Historia
Antecedentes prehispánicos
En el Cerro de Bernal, se localizó una serie de esculturas en diversos sitios como: Los Horcones, Fracción Mujular y Estación Mojarras, la cual fue denominada como el «Complejo escultórico de Cerro Bernal».
En la periferia del Cerro, así como en su cordillera poniente, se ubican otros vestigios arqueológicos tales como: La Polka, La Chincuya, Ciudad Perdida, Casa de piedra, etc.
Por las investigaciones arqueológicas se sabe que, el Cerro de Bernal fue durante la época precolombina un punto estratégico en la ruta de la sal que se extendía desde el altiplano central hasta la región Maya.
Su posición geográfica, le brindaba a los habitantes de estos asentamientos prehispánicos, el control de la ruta terrestre hacia el Soconusco.
Era un punto intermedio entre Teotihuacán y Kaminaljuyú, por lo que es posible que se establecieran centros de control para las rutas comerciales de la costa de Chiapas.

## Cosmovisión
Los antiguos Huaves imaginaban la subsistencia del mundo a partir de la lluvias que ellos mismos generaban. El diálogo anual con las divinidades pluviales no era tanto un beneficio local como universal, y las responsabilidades de las autoridades comunitarias, encargadas de solicitar la lluvia, eran equivalentes a las dimensiones de esa empresa. De ahí que la comunidad les confiera hasta hoy el derecho y el deber de suscitar la lluvia mediante las peticiones que dirigen anualmente hacia el Cerro Bernal, de tal manera que la abundancia de la pesca y la regularidad de las lluvias forman parte de las responsabilidades del cabildo municipal.
En el contexto de las representaciones locales de San Mateo del Mar, las peticiones que se dirigen hacia el Cerro Bernal están directamente relacionadas con la noción de Monteoc que los huaves emplean para referirse a los rayos y relámpagos. los huaves designan a los rayos bajo el término Teat monteoc (padre rayo), y los conciben como parte masculina de Müm ncherrec (madre viento del sur), que aparecen virtualmente como sus esposas. Por lo tanto, Cerro Bernal, es un sitio habitado por un conjunto de matrimonios sobrenaturales.
Una antigua creencia asegura que los habitantes originales de San Mateo del Mar eran Monbasüic (hombres de cuerpo-nube), que se trasladaban a la velocidad del rayo hacia Cerro Bernal, que constituía entonces, su lugar de trabajo.

## Mitos y leyendas
Entre los habitantes de las poblaciones aledañas al Cerro de Bernal, existen mitos, leyendas y anécdotas sobrenaturales, de las cuales se pueden citar las siguientes:

### El huerto frutal
El mito, de que en esta montaña existe un huerto de diferentes árboles frutales, donde cualquier persona que lo encuentre, puede comer hasta la saciedad de la gran variedad de los frutos tropicales que en él existen, pero, aquellos que intentan llevarse los frutos fuera de este huerto, caminan en círculos durante mucho tiempo sin encontrar el camino de regreso a sus comunidades y se extravían en el bosque espinoso que rodea el cerro. La única solución para encontrar el camino de salida, es deshacerse de los frutos robados y dejarlos abandonados en el suelo, de lo contrario, se corre el riesgo de nunca bajar de la montaña.

### La cueva del jaguar
Existe el mito que en la ladera norte del Cerro de Bernal, lo que constituye la base de la formación rocosa denominada "El Espolón"; existe una gran cueva entre las rocas, donde habita un gran jaguar que devora a las personas que se atreven entrar en ella.

### El viejo
La leyenda del viejo narra, que algunos cazadores en su afán por cobrar una pieza de caza, y tras seguir a un animal, alguno de ellos puede terminar extraviado en el bosque, después varios llamados a sus compañeros de caza y de tanto caminar intentando encontrar la salida, de repente, atrás del extraviado, se escucha la voz de un hombre que se ofrece ayudarlo a encontrar el camino, al voltear a ver a esta persona, se aprecia a un hombre anciano, de baja estatura, que porta un morral bajo el brazo y un sombrero maltrecho; este anciano se mantiene a la retaguardia platicando con el extraviado mientras lo guía; una vez encontrado el camino de salida, al voltear hacia atrás para agradecerle al viejecito, sin ser notado, desaparece del lugar y nunca más se le vuelve a ver durante el descenso.

## Telecomunicaciones
En la cima del Cerro de Bernal se encuentra una estación de microondas y sobre la cordillera poniente, se localiza otra estación denominada Quetzalapa, perteneciente a la Secretaría de Comunicaciones y Transportes (SCT), ubicada en las coordenadas 15°55′54″N 93°36′20″W y 338 m s. n. m.